# Morro Grande
Morro Grande è un comune del Brasile nello Stato di Santa Catarina, parte della mesoregione del Sul Catarinense e della microregione di Araranguá.